# Виролахти (община)

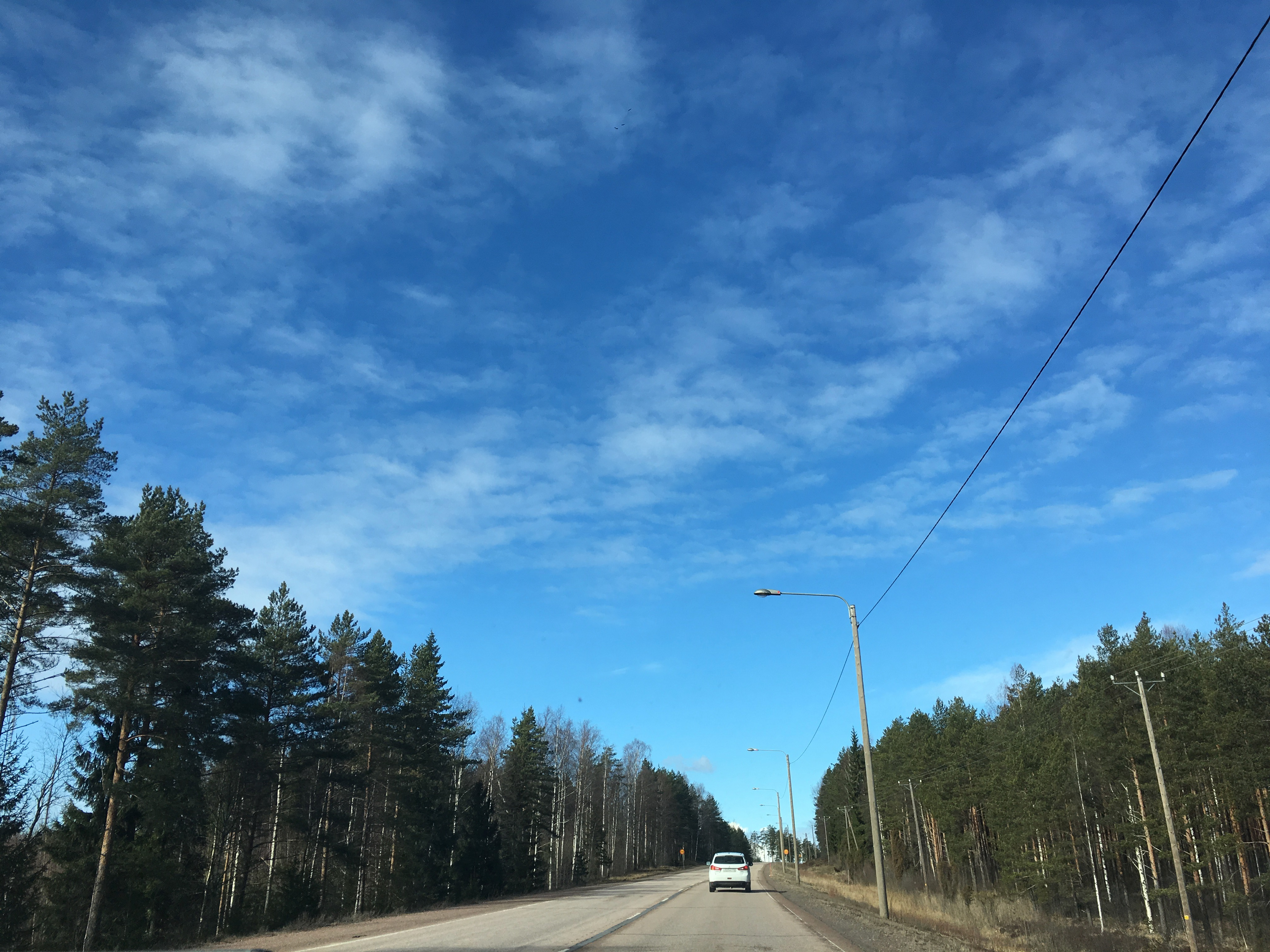
Виролахти

Ви́ролахти (фин. Virolahti, швед. Vederlax) — община в провинции Кюменлааксо на юге Финляндии. Общая площадь территории — 558,92 км², из которых 186,97 км² покрыто водой.
Название общины происходит от залива Виролахти (в дословном переводе с финского — «эстонский залив»), на берегу которого она расположена. Ещё с XVII века многие местные жители пересекали на кораблях Финский залив и добирались до эстонского берега, привозя оттуда, в частности, шнапс (поэтому на гербе общины изображён якорь). Здесь, а также в соседней волости Сяккиярви было также некоторое количество эстонских переселенцев.

## Демография
На 31 января 2011 года в общине Виролахти проживают 3501 человек: 1769 мужчин и 1732 женщины.
Финский язык является родным для 94,74 % жителей, шведский — для 0,46 %. Прочие языки являются родными для 4,81 % жителей общины.
Возрастной состав населения:
- до 14 лет — 13,85 %
- от 15 до 64 лет — 62,27 %
- от 65 лет — 24,31 %

Изменение численности населения по годам: 
| Год  | Численность |
| ---- | ----------- |
| 1980 | 4514        |
| 1990 | 4186        |
| 2000 | 3904        |
| 2010 | 3516        |
| 2011 | 3501        |